# 焉荣竹
焉荣竹（1952年11月—），男，山东乳山人，中华人民共和国政治人物。山东农业机械化学院投资经济专业毕业。现任山东省政协副主席、党组副书记。中共第十七届中央委员会候补委员。2010年10月18日，中共十七届五中全会决定递补中央委员会候补委员焉荣竹为中央委员会委员。

## 生平
1971年9月加入中国共产党。1991年5月至1992年8月任中共威海市委常委。
1992年8月至1995年12月任日照市人民政府副市长。1995年12月至1997年12月任中共日照市委副书记、副市长。1997年12月至1998年6月任日照市市长。1998年6月至2001年6月任日照市委书记。
2001年6月至2006年10月任中共烟台市委书记。2003年2月至2006年10月任烟台市人大常委会主任。
2004年4月任中共山东省委常委。
2006年10月至2007年3月任中共山东省委宣传部部长。
2007年3月至2012年1月任中共济南市委书记。
2010年10月至2012年11月任中共中央委员会委员。
2012年2月至2016年1月任山东省政协党组副书记、政协副主席。